# Linie de îngheț (astronomie)
În astronomie sau știința planetară, linia de îngheț, cunoscută și sub numele de linia zăpezii sau linia gheții, este distanța minimă de la protostea centrală a unei nebuloase solare unde temperatura este suficient de scăzută pentru compuși volatili precum apa, amoniacul, metanul, carbonul. dioxidul și monoxidul de carbon să se condenseze în boabe solide, ceea ce va permite acumularea lor în planetezimale. Dincolo de linie, altfel compușii gazoși (care sunt mult mai abundenți) pot fi condensați destul de ușor pentru a permite formarea giganților de gaz și gheață; în timp ce în ea, numai compuși mai grei pot fi acumulați pentru a forma planetele stâncoase, de obicei, mult mai mici. Termenul în sine este împrumutat de la noțiunea de „linie de îngheț” în știința solului, care descrie adâncimea maximă de la suprafață pe care o poate îngheța apele subterane. Fiecare substanță volatilă are propria sa linie de îngheț (de exemplu, monoxid de carbon,[1] azot[2] și argon[3]), așa că este important să specificați întotdeauna la ce linie de îngheț a materialului se face referire, deși omiterea este frecventă, în special pentru linia de îngheț de apă. Un gaz trasor poate fi utilizat pentru materiale care altfel sunt greu de detectat; de exemplu diazeniliu pentru monoxid de carbon.